# Jarovský tunel
Jarovský tunel je jednokolejný železniční tunel o délce 393 metrů, který se nachází na regionální trati č. 210 Praha – Vrané nad Vltavou – Čerčany / Dobříš v traťovém úseku mezi železničními stanicemi Praha-Zbraslav a Vrané nad Vltavou v těsné blízkosti osady Jarov a příslušné stejnojmenné železniční zastávky. Tunel leží v kilometrické poloze km 33,235 – 33,625 dobříšské kilometráže, v katastrálním území Zvole u Prahy. Tunel prochází v levotočivém (ve směru do Vraného nad Vltavou) oblouku úbočím vrchu Zvolská homole. Jde o nejdelší tunel na celé železniční trati 210.

## Popis
Jarovský tunel byl postaven jako součást stavby železniční tratě z Prahy do Vraného nad Vltavou a Čerčan s odbočkou do Dobříše, konkrétně jako součást stavby úseku Modřany – Vrané – Dobříš, započaté roku 1895 a provedené stavební firmou Ing. Osvalda Životského a Ing. J. Hraběte. Tunel byl proražen 7. října 1896 v 6 hodin ráno; do provozu byl i s celým úsekem předán 22. září 1897.
Délka tunelu činí 393 metrů a je postaven v levotočivém (ve směru od Prahy do Vraného) oblouku o poloměru 200 m. Tunel je veden v úbočí vrchu Zvolská homole, pod jeho velmi strmým skalnatým západním až severozápadním svahem. Důvodem stavby tunelu byl právě tento svah tohoto vrchu, neboť společně se skalnatým severním ostrohem vybíhá a spadá těsně k pravému břehu řeky Vltavy, takže trať nemohla být vedena podél jejího břehu, jak tomu zpravidla je v jiných částech trati. Tunel je vyražen v dosti homogenní a pevné hornině tvořené svrchně proterozoickými usazeninami, zejména prachovci a jílovci. Tunel je zevnitř vyzděn pouze na koncích v blízkosti portálů, jinak je ponechán ve skalním výrubu bez ostění. Oba portály, vranský i zbraslavský, jsou kamenné. Ze zbraslavského portálu vystupuje trať v oblouku na bezprostředně přilehlý krátký mostek přes potok v Jarovském údolí, hned za ním následuje přejezd a zastávka Jarov. Vně vranského portálu přechází oblouk v krátký úsek přímé tratě, nedaleko tohoto portálu byla do roku 2012 umístěna mechanická, od uvedeného roku světelná předvěst vjezdového návěstidla stanice Vrané nad Vltavou.
Z důvodu špatného stavu zejm. vranského portálu byla zhruba od roku 2000 skrze celý tunel zavedena rychlost 10 km/h. Tento stav trval až do roku 2007, kdy byla během nepřetržité výluky v měsících listopadu a prosinci společností Subterra a.s. provedena rekonstrukce celého tunelu, po níž v něm byla opět zavedena traťová rychlost 50 km/h.

## Galerie

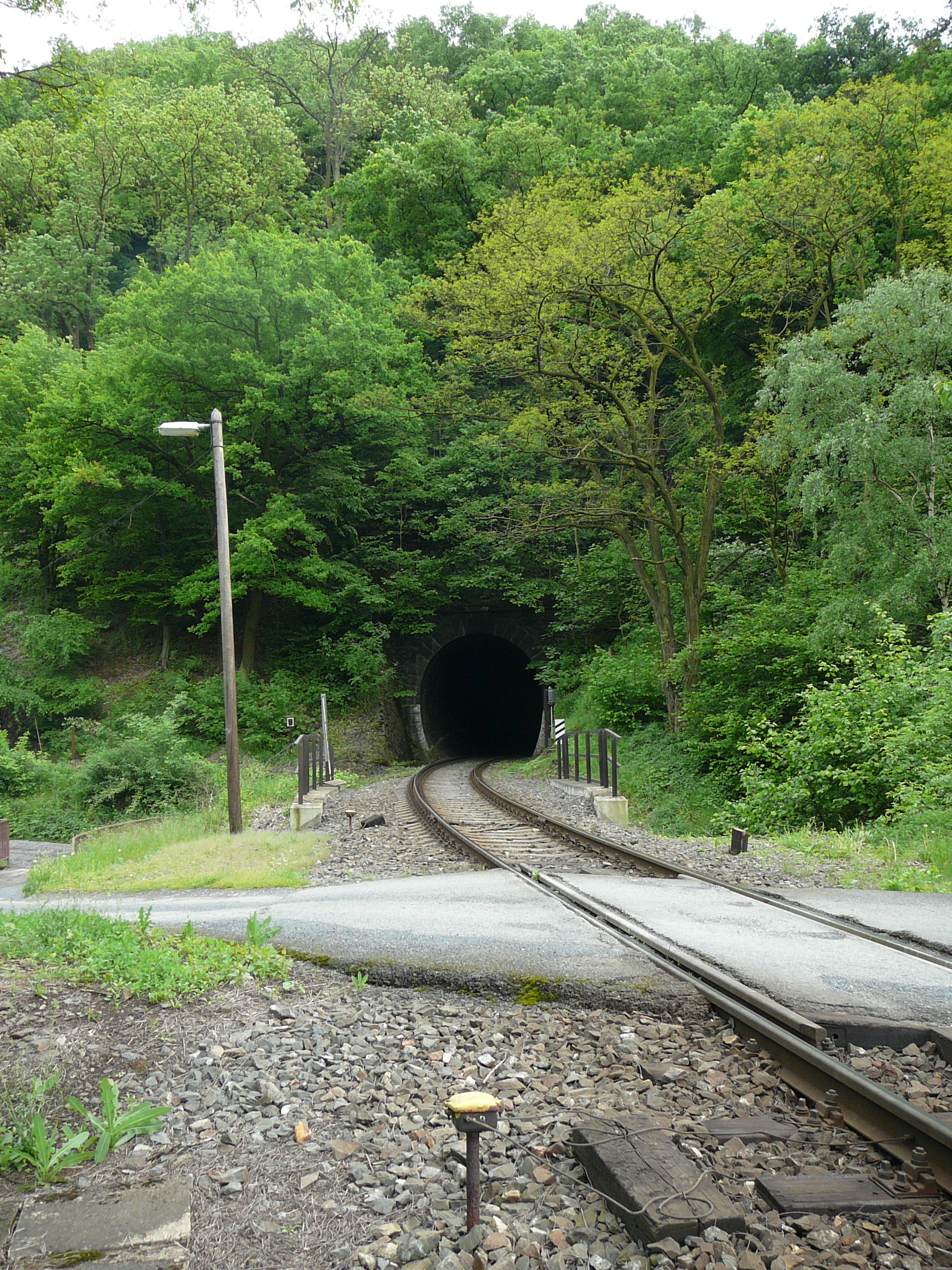
Pohled od konce zastávky Jarov přes přejezd na zbraslavský portál tunelu.
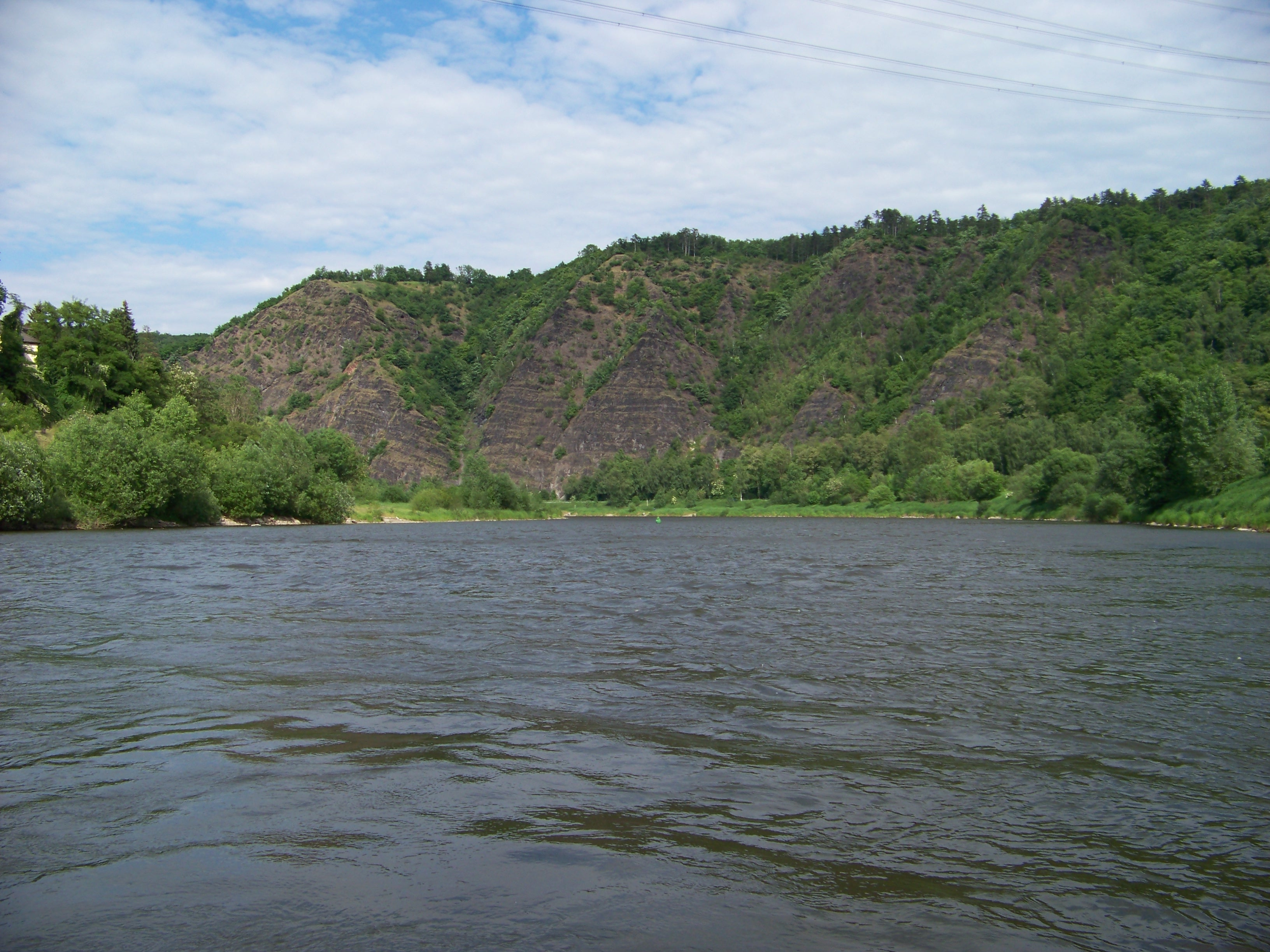
Pohled směrem od Vraného na svah Zvolské homole, kterým prochází tunel. Vranský portál tunelu je skryt v zeleni u skály v pravé části obrázku.